# Friedrich Revertera von Salandra
Friedrich Revertera von Salandra (Leopoli, 21 gennaio 1827 – Bressanone, 28 aprile 1904) è stato un diplomatico, politico e nobile austriaco.

## Biografia
Di famiglia cattolica conservatrice con ascendenze italiane e spagnole, Friedrich Revertera von Salandra studiò legge all'Università di Vienna tra il 1846 ed il 1847 per poi divenire funzionario del governo provinciale della Bassa Austria. Nella mobilitazione generale del 1848-1849, entrò nelle file dell'esercito imperiale e combatté nella prima guerra d'indipendenza italiana ed in Ungheria. Nel 1850 entrò nel servizio diplomatico e lavorò presso le ambasciate di Monaco di Baviera, Berlino, Stoccarda, Stoccolma e Parigi. Nel 1859 divenne consigliere di legazione a San Pietroburgo. Dopo la seconda guerra dello Schleswig del 1864, prestò servizio brevemente come amministratore civile per lo Schleswig-Holstein. Dal 18 luglio 1864 divenne ambasciatore a San Pietroburgo, rimanendo incarica sino alle sue dimissioni presentate il 14 aprile 1868 per delle divergenze col primo ministro von Beust.
Nel frattempo, si ritirò in pensione nelle sue tenute di Erlach e Tollet e divenne rappresentante dei principali proprietari terrieri della Bassa Austria al landtag locale. Nel 1885 venne accolto come membro della Camera dei signori d'Austria e poi del Reichsrat e venne fortemente coinvolto nel programma di espansione e nell'organizzazione del sistema ferroviario austriaco, nonché nella politica sociale cattolica dopo lo svolgimento del Katholikentag di Francoforte nel 1882. Tuttavia, rifiutò di aderire a correnti di politica cristiano-socialiste col loro antisemitismo.
Nel 1888 Revertera von Salandra venne richiamato in servizio come ambasciatore imperiale presso la santa Sede. Al culmine della crisi tra il papato e il nuovo stato italiano, offrì Leone XIII un valido rifugio presso l'imperatore in Austria. Nel 1901 tornò in Austria, morendo a Bressanone nel 1904.